# Горето ди Формоле (Арецо)
Горето ди Формоле је насеље у Италији у округу Арецо, региону Тоскана.
Према процени из 2011. у насељу је живело 10 становника. Насеље се налази на надморској висини од 428 м.